# Tia (Prinzessin)

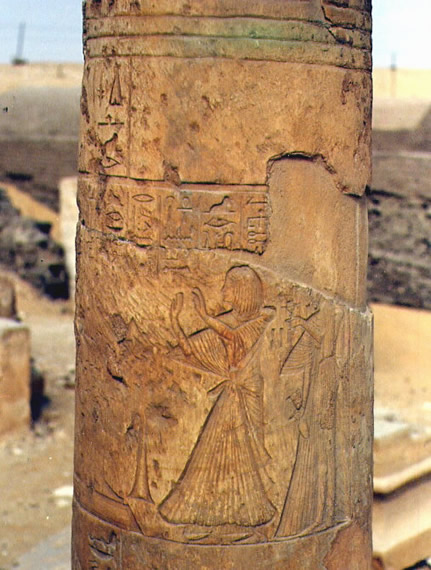
Säule aus der Grabkapelle des Tia und der Tia

Tia (* um 1307 v. Chr.) war die Tochter des späteren Königs (Pharao) Sethos I. und seiner nachträglich ernannten Großen königlichen Gemahlin Tuja. In ihrem Grab wird sie meist als Königsschwester, Herrin des Hauses, Sängerin des Amun, der Hathor und des Re bezeichnet.

## Familie
Tia, die ältere Schwester von Ramses II., wurde zu einem Zeitpunkt geboren, als ihr Vater Sethos I. noch kein wichtiges Amt unter Haremhab bekleidete. Ihr Bruder Nebchasetnebet starb schon in jungen Jahren. Als junge Frau heiratete Tia um 1293 v. Chr. den königlichen Schreiber Tia, Sohn des Amunwahsu.
Diese Heirat konnte nur deshalb stattfinden, da bei der Verheiratung noch nicht bekannt war, dass Sethos I. später zum König erhoben würde. Zudem diente Sethos I. unter Haremhab als Oberster der Truppen. Damit gehörte Tia aufgrund ihrer nichtköniglichen Geburt zu den wenigen Prinzessinnen, die einen Beamten ehelichten. Ansonsten war es im Neuen Reich nicht üblich, dass Königstöchter einen Beamten heirateten.
Nachdem Sethos I. zum König ernannt wurde, stieg Tias Ehemann als Beamter in weitere höhere Ämter auf, beispielsweise als Vorsteher des Schatzhauses und Vorsteher der Rinder des Amun.

## Ihr Grab

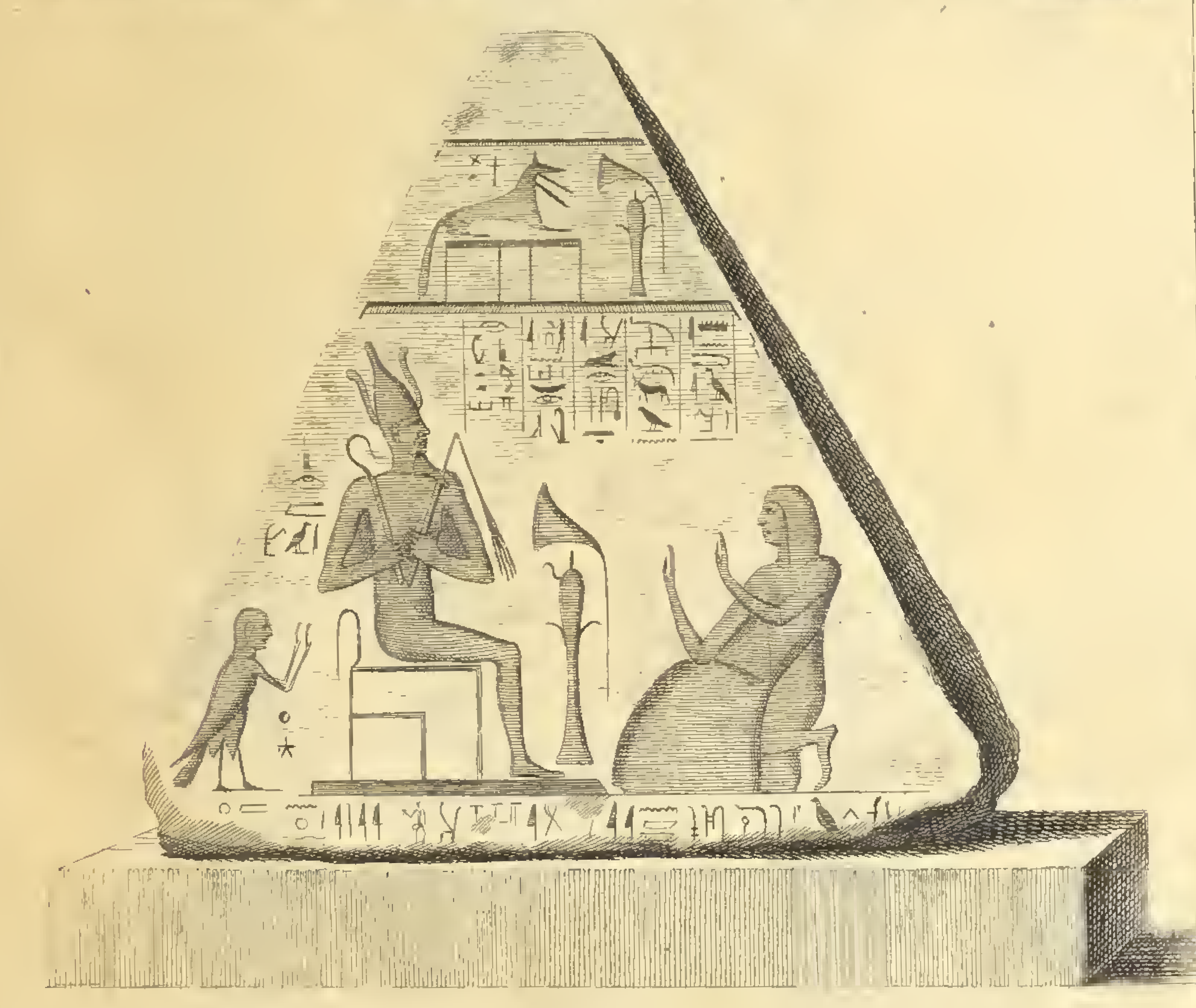
Pyramidion der Tia

Tia und ihr Mann sind neben dem Grab des Haremhab in Sakkara begraben. Das Grab hat einen Vorhof, einen mit Säulen dekorierten Haupthof sowie eine Kapelle und weitere Räume.
Alle Teile dieser Grabkapelle waren mit Reliefs dekoriert. Im hinteren Teil stand auch eine kleine Pyramide. Die eigentlichen Grabräume konnten über einen Schacht erreicht werden und waren undekoriert.